# Línea X2 de TMB
La línea X2 o Xpres 2 (conocida antiguamente como 165) es una línea de autobús interurbano de tránsito rápido de la ciudad de Barcelona gestionada por la empresa TMB. Hace su recorrido entre la plaza de España de Barcelona y El Prat de Llobregat, con una frecuencia en hora punta de 10-16min. La pecurialidad de esta línea es que une directamente la zona de la plaza España en Barcelona con el municipio de El Prat de Llobregat con solo ciertas paradas en lugares concretos, reduciéndo el tiempo de viaje.

## Horarios
| X2         | Primer servicio A: El Prat | Primer servicio A: Barcelona-Pl. España | Último servicio A: El Prat | Último servicio A: Barcelona- Pl. España |
| Laborables | 06:00                      | 06:00                                   | 22:30                      | 22:30                                    |
| Sábados    | 06:30                      | 06:10                                   | 22:30                      | 21:50                                    |
| Festivos   | 07:30                      | 07:10                                   | 22:30                      | 21:50                                    |

## Recorrido
- De Barcelona a El Prat por: Fira de Barcelona, Plaza de España, Gran Vía de las Cortes Catalanas, Polígono Industrial Estruch, Av. Nuestra Señora de Montserrat, Lérida, Río llobregat, Av. Once de Septiembre, Canudas.

- De El Prat a Barcelona por: Av. Remolar, Av. once de septiembre, Río Llobregat, Lérida, Av. Nuestra Señora de Montserrat, Polígono Industrial Estruch, Gran Vía de las Cortes Catalanas, Plaza de España, Avenida del Paralelo.

## Historia
Un análisis del año 1999 del funcionamiento de la línea 65 (El Prat-Barcelona) reflejó que el 56% de los viajes se producían entre las tres primeras paradas de Barcelona y El Prat, y viceversa, por la cual cosa se hacía necesaria una conexión directa entre las dos ciudades que permitiera atender este porcentaje importante de usuarios.
Con esta finalidad el día 13 de septiembre de 1999, Transportes Metropolitanos de Barcelona (TMB) puso en funcionamiento una nueva línea de autobuses, la 165 "Prat Express", con el mismo recorrido interno por el Prat que el 65, pero con la variante que al salir del Prat entra en los carriles centrales de la Gran Vía para ir directamente sin paradas hasta el edificio de la Campana, siguiendo entonces el mismo trayecto que el 65.
25 años después, en el 1 de octubre del 2024, la línea dejó de circular. Su recorrido quedó cubierta por la actual línea X2 que hace un recorrido similar.

## Cronología
13.09.1999 - Nace el servicio de esta linea
17.09.2002 - Incrementa su recorrido al polígono Mas Blau
28.08.2007 - Por obras, deja de circular por la calle Jaume Casanovas
01.08.2008 - Deja de funcionar la línea, absorbida por la ampliación de la línea 65
01.09.2008 - Vuelve a funcionar la línea
25.07.2016 - Acorta su recorrido al Polígono de La Granja
10.01.2017 - Deja de circular por la Av. Virgen de Montserrat
28.07.2021 - Traslada el terminal de Pl. Espanya a la Av. Reina María Cristina
06.04.2022 - Vuelve a su final de la Av. María Cristina
01.10.2024 - Cambio de nombre a X2

## Otros datos
| Prestación                   | Disponibilidad en la línea |
| ---------------------------- | -------------------------- |
| Adaptada a                   | Sí                         |
| TMB iBus (tiempo de espera ) | Sí                         |
| Pantallas informativas*      | Sí                         |
| Línea de tránsito rápido     | Sí                         |
| Circula en días festivos     | Sí (sábados y festivos)    |

*Las pantallas informativas dan a conocer al usuario dentro del autobús de la próxima parada y enlaces con otros medios de transporte, destino de la línea, alteraciones del servicio, etc.